# Алексеев, Александр Валентинович
Алекса́ндр Валенти́нович Алексе́ев (31 октября 1964, Красноярск) — советский и российский футболист. На позиции нападающего провёл 301 матч в составе красноярского «Автомобилиста» и «Металлурга» (ныне — «Енисей»). Впоследствии тренер. Известен по работе в молодёжной команде «Енисея».

## Карьера футболиста
Воспитанник красноярской спортивной школы «Строитель». До 1987 года играл в чемпионатах Красноярска и Красноярского края.
В 1987 году по приглашению тренера Рифката Галеева перешёл за «Автомобилист», проведя в первом сезоне восемь матчей и забив один мяч. За основную команду Красноярска, в 1990 году сменившую название на «Металлург», играл до 1997 года.
В 1998 году стал игроком назаровской «Виктории», за которую сыграл 26 матчей. В 1999 году защищал цвета «Реформации», но после 14 матчей за абаканскую команду вернулся в «Металлург». В 2001 году тогдашний тренер красноярцев Сергей Савченков не взял 36-летнего Алексеева на сборы, после чего футболист завершил карьеру.

## Карьера тренера
В 2001 году Алексеев возглавил группу подготовки детей при «Металлурге». С 2002 по 2004 годы работал помощником главного тренера красноярской команды Александра Алфёрова. В 2004 году стал главным тренером молодёжной команды «Металлурга» (с 2011 года — «Енисея»).
В 2017 году «Енисей-М» под управлением Алексеева впервые в своей истории вышел в финал Кубка Сибири, обыграв в полуфинале «Рассвет-Реставрацию». В финале команда Алексеева проиграла «Новокузнецку» (0:3).
В январе 2018 года получил приглашение принять участие в сборах основной команды «Енисея» от главного тренера Дмитрия Аленичева.
В июле 2019 года молодёжная команда «Енисея» под руководством Алексеева дебютировала в молодёжной Премьер-лиге. В итоге «Енисей-М» занял десятое место, что было расценено как успех, однако команда покинула турнир из-за вылета основы в ФНЛ.
2 ноября 2018 года стало известно, что Алексеев будет готовить основную команду «Енисея» к выездному матчу с «Анжи» в Премьер-лиге. Причиной стало отстранение от работы Дмитрия Аленичева, при котором красноярцы обосновались на последнем месте с шестью очками. Сам Алексеев утверждал, что узнал о новом назначении за два дня до игры. Смена тренера не помогла «Енисею», который уступил со счётом 1:2.
8 ноября Алексеев снова стал работать с молодёжной командой. Это стало известно после того, как Аленичев вернулся на пост главного тренера.
17 июня 2019 года «Енисей» объявил о назначении Алексеева главным тренером основной команды.
27 января 2020 года был назначен старшим тренером молодёжной команды «Енисея» в штабе Александра Кишиневского.

## Личная жизнь
В 1987 году окончил Красноярский институт цветных металлов по специальности «инженер-металлург». Женат, двое сыновей.

## Достижения
- В карьере футболиста:
  - Победитель зоны «Восток» второго дивизиона чемпионата России (1995)